# Trikunamalaja (dystrykt)
Dystrykt Trikunamalaja (syng. තිරිකුණාමළය දිස්ත්‍රික්කය, Trīkuṇāmalaya distrikkaya; tamil. திருகோணமலை மாவட்டம, Tirukōṇamalai māvaṭṭam; ang. Trincomalee District) – jeden z 25 dystryktów Sri Lanki położony w północnej części Prowincji Wschodniej. Obszar bardzo poważnie ucierpiał podczas trzęsienia ziemi w 2004 roku.
Stolicą jest miasto Trikunamalaja, zamieszkane przez 99 135 mieszkańców (2012). Administracyjnie dystrykt dzieli się na jedenaście wydzielonych sekretariatów, z których największy pod względem powierzchni jest Kuććaweli, a najbardziej zaludnionym Trikunamalaja Nagaraja ha Kadawatasatara.

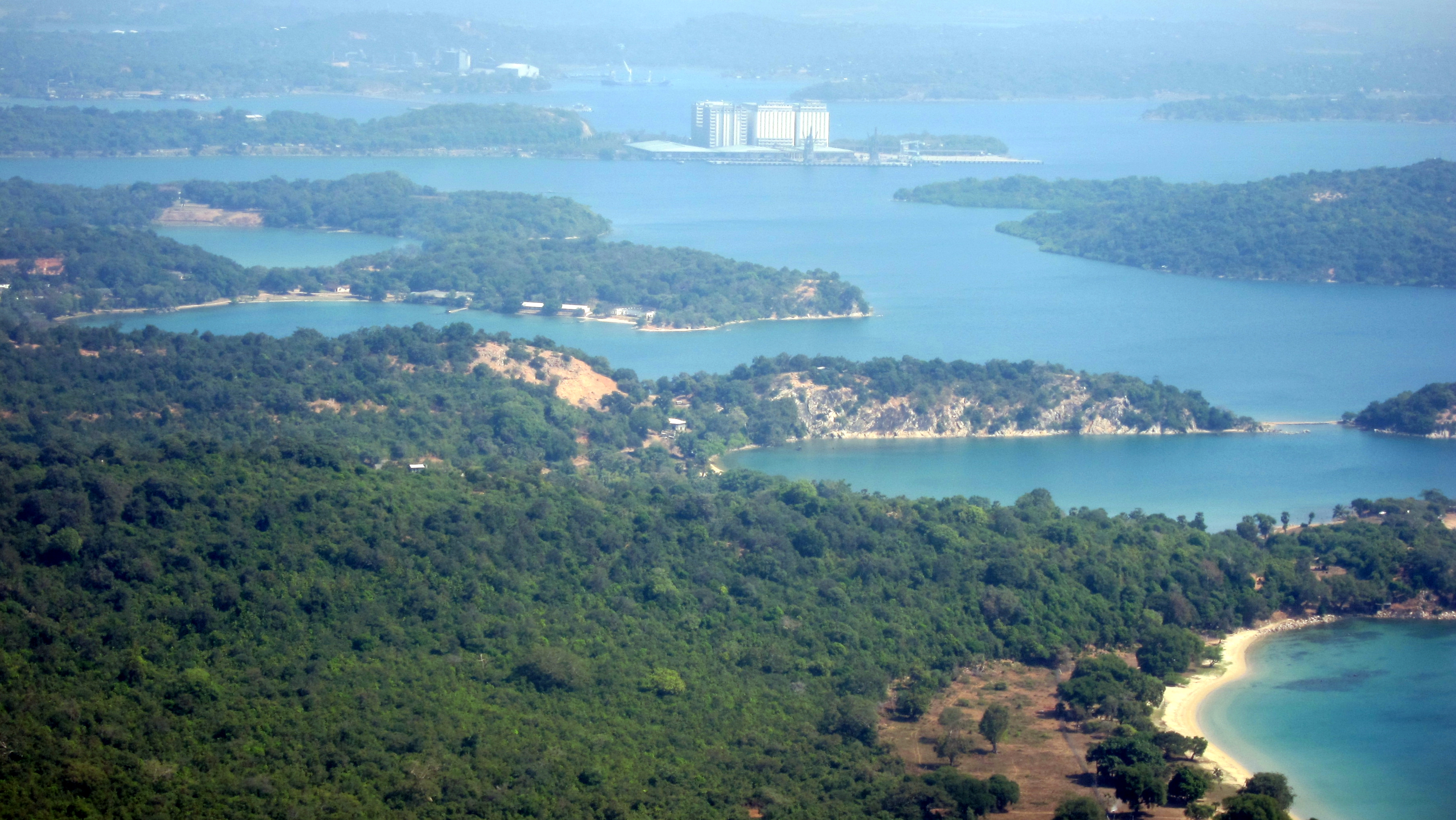
Zatoka Trikunamalaja

## Ludność
W 2012 roku populacja dystryktu wynosiła 378 182 osób o zróżnicowanym składzie etnicznym: 40,42% Maurowie lankijscy, 32,29% Tamilowie, potem 26,97% Syngalezi, a inne grupy 0,33%
Największą grupą religijną są wyznawcy islamu, 42,11% i buddyzmu, 26,12%, potem hinduizmu, 25.95% a Chrześcijanie stanowią 5,79% populacji.
Dystrykt został mocno doświadczony podczas wojny domowej, która spowodowała duże zmiany etniczne i religijne.

## Turystyka
Na terenie dystryktu znajduje się kilka godnych uwagi atrakcji turystycznych:
- Świątynia Koneswaram[3] w mieście Trikunamalaja. Hinduski mandir z czasów średniowiecza i miejsce pielgrzymek wiernych.

- Zbudowany przez Portugalczyków w 1622 roku fort wojskowy Fredrick[4].

- Plaża Nilaweli[5], która jest jednym z najlepszych miejsc turystycznych znajdujących się w Prowincji Wschodniej.

- Park Narodowy Pirewi Dupata utworzony w 2003 roku[6]. Jest to zespół wielu wysp zamieszkałych przez ptaki i raf koralowych pełnych koralowców z rodziny Acropora, Montipora, trzystu gatunków ryb typowych dla raf, rekinów i żółwi.

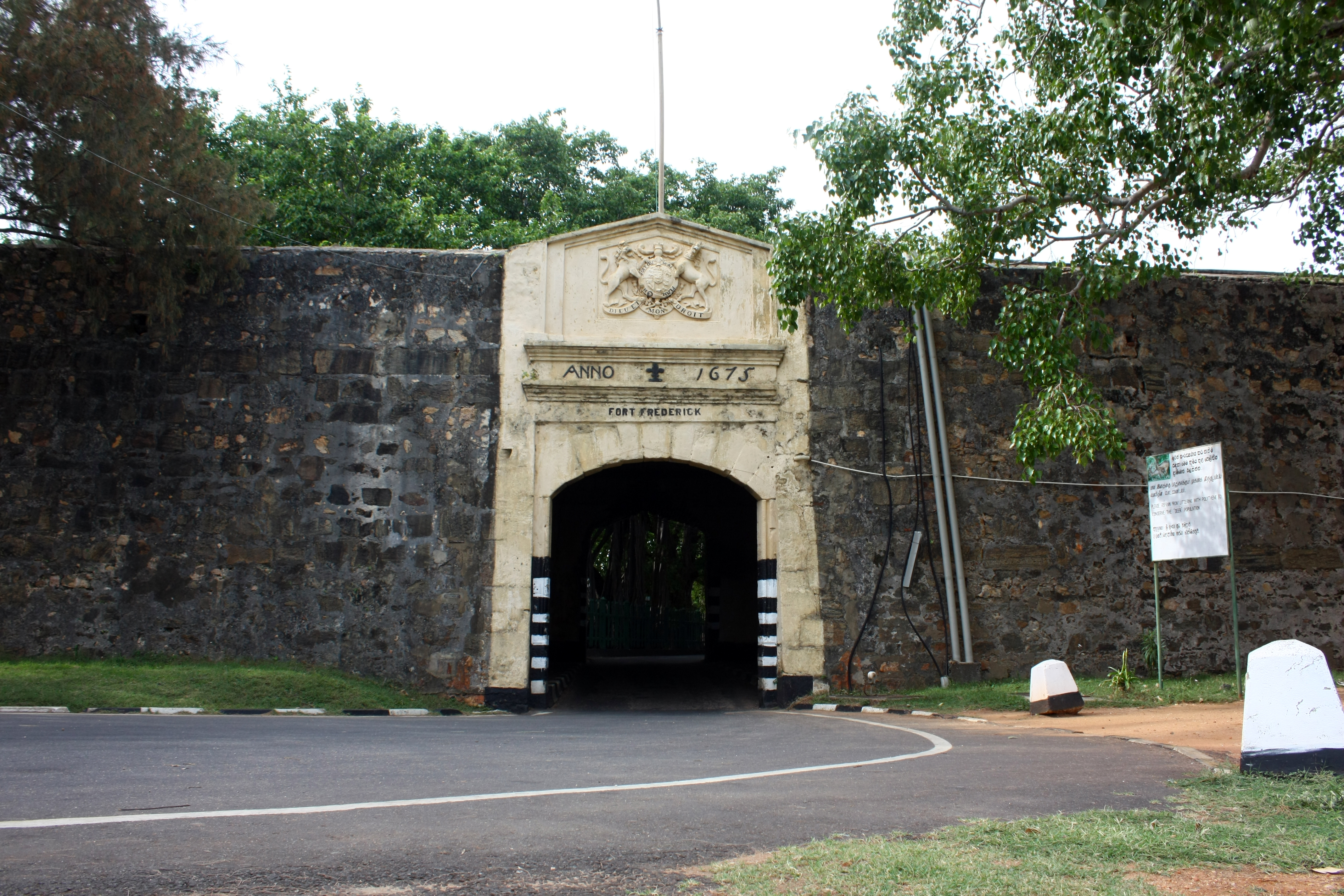
Fort Fredrick
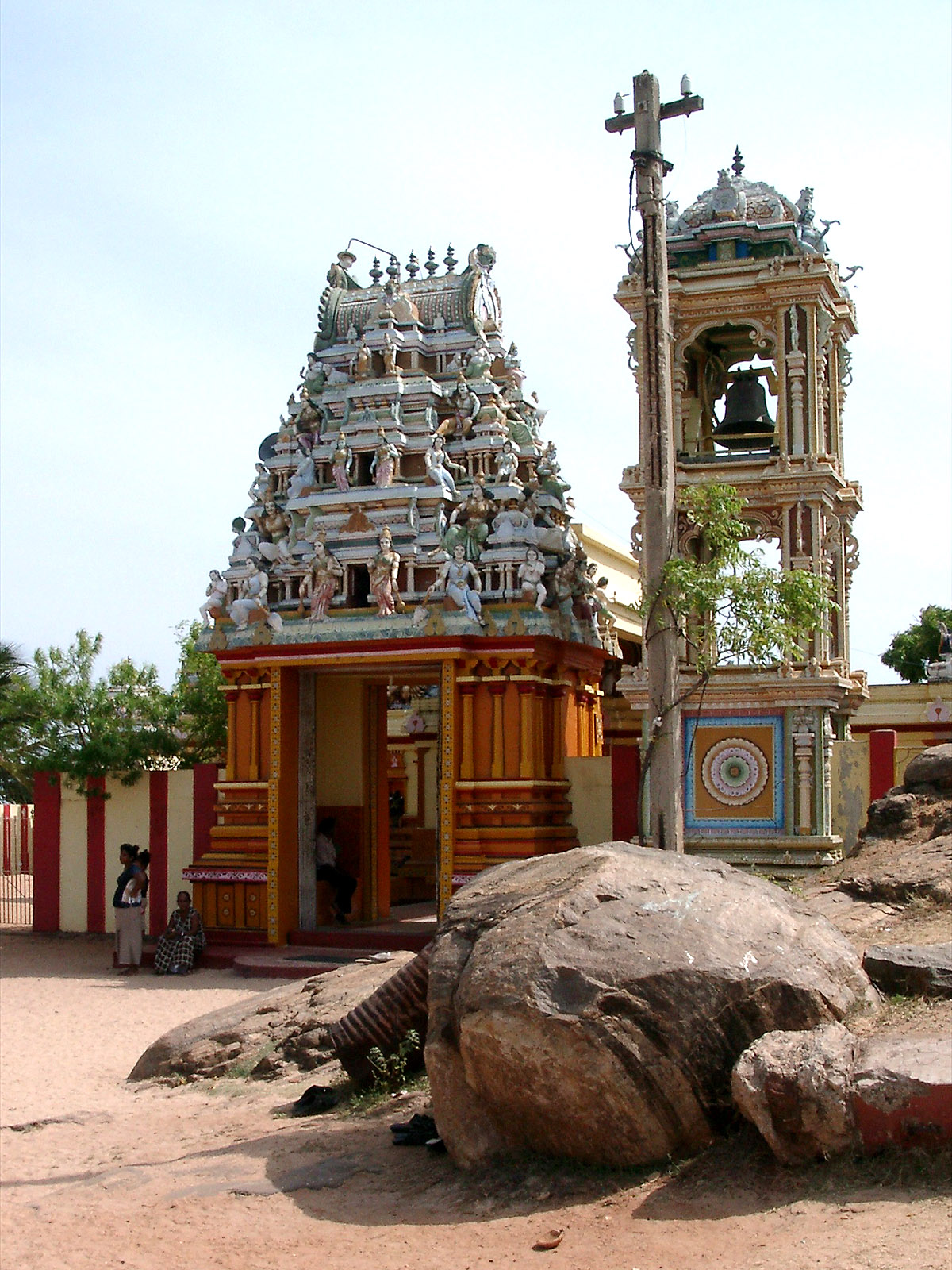
Świątynia Koneswaram